# Bones (canção)
"Bones" é uma música composta e tocada pela banda norte-americana de rock The Killers. A música faz parte do segundo álbum da banda, Sam's Town. Originalmente, "Bones" se chamava "It's Only Natural" (É Apenas Natural), e estava programada para ser a peça central do segundo álbum da banda que, até então, deveria se chamar "Make You Feel Dirty" (Faz Você Se Sentir Sujo). Este "projeto" de álbum musical incluía músicas como "Uncle Jonny Did Cocaine" (renomeada para "Uncle Jonny", presente no Sam's Town), a controversa "Where Is She?", a primeira versão de "All The Pretty Faces", "Daddy's Eyes", "For Reasons Unknown" e "Where The White Boys Dance". A ideia foi modificada para um álbum com uma sonoridade mais leve (e, de certa forma, mais comercial) [carece de fontes?]. "Bones", então, foi lançada como o segundo single em Novembro de 2006. "Bones" não fez tanto sucesso quanto o seu single antecessor, "When You Were Young". Sua melhor posição nas paradas de singles foi o 15º lugar, no Reino Unido.
O videoclipe da música é famoso por ter sido o primeiro videoclipe dirigido pelo cineasta Tim Burton, com a modelo e atriz Devon Aoki.

## Versões e faixas

### 7" Vinil Britânico e CD
1. "Bones" - 3:46
2. "Daddy's Eyes" - 4:13

### DVD Britânico
1. "Bones" (videoclipe) - 3:46
2. "When You Were Young (videoclipe)" - 5:33

### Maxi CD Europeu
1. "Bones" - 3:46
2. "Daddy's Eyes" - 4:13
3. "Where The White Boys Dance" - 3:26
4. "Bones" (videoclipe) - 3:46

## Paradas musicais
| Paradas (2006)                      | Melhor posição |
| ----------------------------------- | -------------- |
| Irlanda (Irish Singles Chart)       | 24             |
| Austrália (ARIA Charts)             | 22             |
| Reino Unido (UK Singles Chart)      | 15             |
| Nova Zelândia (RIANZ)               | 16             |
| Estados Unidos (Modern Rock Tracks) | 21             |

### Vendas e certificações
| País          | Certificação | Vendas   |
| ------------- | ------------ | -------- |
| Brasil - ABPD | Diamante     | 250,000+ |